# Tectasquilla lutzae
Tectasquilla lutzae är en kräftdjursart som beskrevs av Adkison och Hopkins 1984. Tectasquilla lutzae ingår i släktet Tectasquilla och familjen Tetrasquillidae. Inga underarter finns listade i Catalogue of Life.